# Trichopterigia dejeani
Trichopterigia dejeani là một loài bướm đêm trong họ Geometridae.